# Грензава
Грензава (пол. Gręzawa, нім. Pokuschel, 1937-1945: Rotfelde) — село в Польщі, у гміні Туплиці Жарського повіту Любуського воєводства.
Населення — 143 особи (2011).
У 1975-1998 роках село належало до Зеленогурського воєводства.

## Демографія
Демографічна структура станом на 31 березня 2011 року:
|          | Загалом | Допрацездатний вік | Працездатний вік | Постпрацездатний вік |
| -------- | ------- | ------------------ | ---------------- | -------------------- |
| Чоловіки | 71      | 16                 | 46               | 9                    |
| Жінки    | 72      | 16                 | 41               | 15                   |
| Разом    | 143     | 32                 | 87               | 24                   |